# Aeschacher Hof
Der Aeschacher Hof war ein traditionsreicher Gasthof im Herzen des Lindauer Stadtteils Aeschach. Das Gebäude mit der Anschrift Ludwig-Kick-Str. 2 wurde im Dezember 2011 abgerissen.

## Geschichte
Erstmals im Jahre 1874 in einem Reiseführer als „Sting’s Weinstube“ erwähnt, lag es zu dieser Zeit noch am Beginn des damaligen „Stattgrabens“ der Ortschaft Aeschach. In Lindaus Adressbuch von 1909 wird der „Aeschacher Hof“ bereits als Gasthof und Pension bezeichnet und vom Besitzer Karl Sting entsprechend beworben:

„Schöne ruhige Lage, Fremdenzimmer mit und ohne Pension, schattiger Garten, Bier vom Fass, vorzügliche reine Weine, gut bürgerliche Küche.“

Im Jahre 1908 gab die Familie den Betrieb der Gaststätte auf, die ab Januar 1909 vom Wirt Karl Froescher gepachtet wurde. Die Versorgung mit Bier gewährleistete ab 1913 die „Löwenbrauerei“ aus Meckatz, die 1928 den „Aeschacher Hof“ dem damaligen Kommerzienrat und Bankvorstand Karl Sting abkaufte. Dieser gab im April 1933 im Zuge der Gleichschaltung der jungen NSDAP-Diktatur auch seinen ehrenamtlichen Job als 2. Bürgermeister der Stadt Lindau auf.
Nach dem Ende des totalitären Regimes 1945 und mit dem Wiederaufkommen Lindauer Vereinslebens fanden auch zahlreiche Veranstaltungen von Vereinen und Parteien im Nebenzimmer des Aeschacher Hofs statt. So fand u. a. die Auftaktkundgebung der neu gegründeten DVP (heute Teil der FDP), dessen erster Vorsitzender im Landkreis Lindau Altbürgermeister Karl Sting war, im September 1946 hier statt. Allerdings fanden auch Parteien wie die mittlerweile verbotene KPD sowie die NPD Platz für Veranstaltungen.
Meckatzer Löwenbräu erhielt im Jahr 1977 einen städtischen Preis für die gelungene Renovierung der Fassade des Aeschacher Hof, die 1997 wieder erneuert wurde.

## Abriss 2011
Nachdem bereits 1987 Aeschacher Bürger erfolgreich gegen damalige Pläne der Eigentümer, den Aeschacher Hof abzureißen, protestierten, entschied sich Meckatzer zum Erhalt des Traditionsgasthofs, um ein Stück des alten Aeschachs zu erhalten, was „durchaus auch dem Traditionsbewusstsein und der Firmenphilosophie des Unternehmens entspreche“. Im Dezember 2011 erfolgte nach den Plänen eines neuen Besitzers, Werner Mang, dennoch der Abriss aus wirtschaftlichen Interessen. Heute entsteht auf dem Grund des ehemaligen Aeschacher Hof ein Wohn- und Geschäftshaus.
Kritiker bemängeln, dass mit dem (nicht unter Denkmalschutz stehenden) Aeschacher Hof das letzte Zeugnis des historischen Kerns Aeschachs ohne große Gegenwehr der Stadt Lindau einem Neubau geopfert wurde.

## Bedeutung
Neben dem Kulinarischen war der Aeschacher Hof wegen seines Nebenzimmers gefragt. Hier fanden neben diversen Parteiveranstaltungen Vereinsaktivitäten, beispielsweise die Gründung des EV Lindau oder des Club Vaudeville, sowie die regelmäßigen Leserstammtische der Lindauer Zeitung statt.